# Чепеловаць
Чепеловаць (хорв. Čepelovac) — населений пункт у Хорватії, в Копривницько-Крижевецькій жупанії у складі міста Джурджеваць.

## Населення
Населення за даними перепису 2011 року становило 345 осіб.
Динаміка чисельності населення поселення: